# 克澤內什蒂
克澤內什蒂是羅馬尼亞的城鎮，位於該國東南部，距離首府斯洛博齊亞28公里，由雅洛米察縣負責管轄，海拔高度34至44米，2009年人口3,488，居民大多信奉東正教。
44°37′09″N 27°00′36″E / 44.6192°N 27.01°E